# 3,5-二甲基吡唑
3,5-二甲基吡唑是一种有机化合物，化学式为(CH3C)2CHN2H。该化合物无对称性，但其共轭酸（吡唑鎓）和共轭碱（吡唑化物）有C2v对称性。它是白色固体，微溶於水，易溶於有机溶剂。
它是在配位化学中被广泛研究的各种配体的前体，包括三吡唑基硼酸酯，三吡唑基甲烷和吡唑基二膦。
它可由乙酰丙酮和联氨的缩合反应制备：
CH3C(O)CH2C(O)CH3   +   N2H4   →   (CH3C)2CHN2H   +  2 H2O